# Dystovomita clusiifolia
Dystovomita clusiifolia là một loài thực vật có hoa trong họ Bứa. Loài này được (Maguire) D'Arcy mô tả khoa học đầu tiên năm 1978.